# كهف كوكول
كهف كوكول (بالتركية: Gökgöl Mağarası)‏ هو كهف استعراضي في محافظة زانغولداك، تركيا. إنه خامس أكبر كهف في البلاد.